# Trevor Wilson
Trevor Wilson (Los Angeles, Kalifornija, 16. ožujka 1968.) umirovljeni je američki profesionalni košarkaš. Igrao je na poziciji niskog krila, a izabrali su ga Atlanta Hawksi u 2. krugu (36. ukupno) NBA drafta 1990. godine.

## Vanjske poveznice
- Profil  Arhivirana inačica izvorne stranice od 9. kolovoza 2014. (Wayback Machine) na Basketball-Reference.com